# 山田 (豊橋市)
山田（やまだ）は愛知県豊橋市の町名。

## 地理
豊橋市の北部に位置し、中心街からの南に位置する。
山田は一番町から三番町、及び山田町によって構成され、住所は山田◯番町◯-◯又は山田町字◯◯と表記される。よって、各町とも丁目は持たないが山田町に限り小字が振られている。

### 小字（山田町）
- 郷（あざごう）
- 瀬戸（あざせと）
- 西山（あざにしやま）
- 丸山（あざまるやま）
- 四十八（あざよつや）
- 竜ケ池（あざりゅうがいけ）
- 若狭（あざわかさ）

## 歴史
愛知県渥美郡山田の各一部を前身とする。
1878年に佐藤村、山田村、小池村、橋良村、小浜村、小松新田が合併し、福岡村となった。
同日、佐藤村、山田村、小池村、橋良村、小浜村、小松新田は福岡村の大字となり廃止となった。
1906年には福岡村が磯辺村、野依村、植田村、大崎村と合併し、高師村が発足した。大字は継承される。
1932年に豊橋市へ編入される。高師村の大字は町名へと継承された。
1948年、山田町の一部から、山田一番町 - 山田三番町が成立した。

## 世帯数と人口
2019年（平成31年）4月1日現在の世帯数と人口は以下の通りである。
| 町丁       | 世帯数    | 人口    |
| ---------- | --------- | ------- |
| 山田町     | 198世帯   | 440人   |
| 山田一番町 | 377世帯   | 771人   |
| 山田二番町 | 323世帯   | 782人   |
| 山田三番町 | 214世帯   | 520人   |
| 計         | 1,112世帯 | 2,513人 |

### 人口の変遷
国勢調査による人口の推移
| 1995年（平成7年）  | 3,533人 | [ 3 ] |  |
| 2000年（平成12年） | 2,464人 | [ 4 ] |  |
| 2005年（平成17年） | 2,423人 | [ 5 ] |  |
| 2010年（平成22年） | 2,590人 | [ 6 ] |  |
| 2015年（平成27年） | 2,490人 | [ 7 ] |  |

## 学区
市立小・中学校に通う場合、学区は以下の通りとなる。また、愛知県立高等学校全日制普通科に通う場合の学区は以下の通りとなる。
| 町丁       | 番・番地等 | 小学校           | 中学校             | 高等学校 |
| ---------- | ---------- | ---------------- | ------------------ | -------- |
| 山田町     | 全域       | 豊橋市立栄小学校 | 豊橋市立南部中学校 | 三河学区 |
| 山田一番町 | 全域       | 豊橋市立栄小学校 | 豊橋市立南部中学校 | 三河学区 |
| 山田二番町 | 全域       | 豊橋市立栄小学校 | 豊橋市立南部中学校 | 三河学区 |
| 山田三番町 | 全域       | 豊橋市立栄小学校 | 豊橋市立南部中学校 | 三河学区 |

## 交通
道路
- 愛知県道405号小松原小池線（小松原街道）
- 愛知県道502号豊橋環状線（豊橋環状線）

## 施設
山田一番町
- 第一生命豊橋旭営業オフィス

山田二番町
- キョーワ調剤薬局豊橋店

山田三番町
- 竜ヶ池公園
- 大仙物流センター
- ジップドラッグ山田三番町店

山田町
- 山田公民館
- DCM豊橋山田店
- ジップドラッグ山田店
- 諏訪神社

## その他

### 日本郵便
- 集配担当する郵便局と郵便番号は以下の通りである[10][11]。

| 町丁                       | 郵便番号 | 郵便局       |
| -------------------------- | -------- | ------------ |
| 山田町（以下の字は除く）   | 440-0854 | 豊橋郵便局   |
| 山田町字瀬戸、字郷、字西山 | 441-8101 | 豊橋南郵便局 |
| 山田一番町                 | 441-8102 | 豊橋南郵便局 |
| 山田二番町                 | 441-8104 | 豊橋南郵便局 |
| 山田三番町                 | 441-8103 | 豊橋南郵便局 |

## 参考資料
- 『角川日本地名大辞典 23 愛知県』、角川書店、1989年。
- 『日本歴史地名大系 23 愛知県の地名』、平凡社、1981年。